# Кенні Бернс
Кенні Бернс (англ. Kenny Burns, нар. 23 вересня 1953, Глазго) — шотландський футболіст, що грав на позиції нападника і захисника, зокрема, за «Бірмінгем Сіті», а також «Ноттінгем Форест» у його найуспішніший період, коли команда вигравали чемпіонат Англії, здобула два Кубка чемпіонів УЄФА і Суперкубок УЄФА. Грав за національну збірну Шотландії.

## Клубна кар'єра
Вихованець футбольної академії «Рейнджерс» з рідного Глазго. 1971 року не зумів зацікавити тренерів основної команди, натомість був запрошений до англійського «Бірмінгем Сіті». Починав дорослу кар'єру на позиції захисника, проте 1974 року був перекваліфікований у нападника аби закрити цю проблемну для клубу позицію. Швидко адаптувавшись до нового амплуа, став одним з основних бомбардирів «Бірмінгема», за який загалом відіграв шість сезонів.
1977 року був запрошений Браяном Клафом, головним тренером «Ноттінгем Форест», який щойно повернувся до найвищого англійського дивізіону, приєднатися до його команди. Загалом перед своїм першим сезоном у найсильнішій англійській лізі після п'ятирічної перерви «Ноттінгем» крім Бернса посилився лише 
двома гравцями — півзахисником Арчі Гемміллом і воротарем Пітером Шилтоном. Але цього виявилося достатньо, аби команда створила сенсацію, відразу ж після повернення до еліти уперше в своїй історії ставши чемпіоном Англії, а також вигравши того ж сезону Кубок англійської ліги і Суперкубок Англії. При цьому Бернс, якого у новому клубі повернули на його рідну позицію у центрі захисту, став однією з ключових фігур для досягнення цих успіхів, визнанням чого стало його обрання Футболістом 1978 року за версією АФЖ. Протягом наступних сезонів ноттінгемська команда продовжила здобувати трофеї — хоча титул чемпіонів Англії їй більше не підкорювався, вона двічі поспіль, у розіграшах 1978-1979 і 1979-1980, ставала володарем Кубка чемпіонів УЄФА, а також здобула Суперкубок Європи 1979. По ходу кожного з цих турнірів Бернс залишався ключовим гравцем «Ноттінгем Форест», а у двоматчовому протистоянні за Суперкубок згадав хист нападника, забивши вирішальний гол у ворота «Барселони».
1981 року за дуже вагомі на той час 400 тисяч фунтів захисник змінив команду на «Лідс Юнайтед», в якій також став ключовим гравцем захисту, а в сезоні 1982/83 визнавався гравцем року у «Лідсі». 
За три роки перейшов до «Дербі Каунті», згодом у його кар'єрі були «Ноттс Каунті» і «Барнслі». Залишивши останню команду у 1986 році, досвідчений захисник ще протягом шости років виходив на поле у складі низки команд з нижчих англійських ліг, доки остаточно не завершив кар'єру у 1993.

## Виступи за збірну
1974 року дебютував в офіційних матчах у складі національної збірної Шотландії. Протягом кар'єри у національній команді, яка тривала 8 років, провів у її формі 20 матчів, забивши 1 гол.
У складі збірної був учасником чемпіонату світу 1978 року в Аргентині, на якому виходив на поле у двох з трьох ігор своєї команди на груповому етапі, який вона подолати не змогла.

## Титули і досягнення

### Командні
- Чемпіон Англії (1):

«Ноттінгем Форест»: 1977-1978
- Володар Кубка англійської ліги (2):

«Ноттінгем Форест»: 1977-1978, 1978-1979
- Володар Суперкубка Англії з футболу (1):

«Ноттінгем Форест»: 1978
- Володар Кубка чемпіонів УЄФА (2):

«Ноттінгем Форест»: 1978-1979, 1979-1980
- Володар Суперкубка Європи (1):

«Ноттінгем Форест»: 1979

### Особисті
- Футболіст року за версією АФЖ (1): 1978